# Mårten Skogman
Mårten Skogman, född 25 november 1967 i Stockholm, är en svensk manusförfattare. Han är även legitimerad psykolog. 

## Filmmanus
- 1997 – Chock. Dödsängeln
- 2000 – En klass för sig (TV-serie)
- 2002 – Love Boogie
- 2003 – Blodsbröder
- 2003 – Moviestar
- 2004 – Bombay Dreams
- 2005 – Van Veeteren – Münsters fall
- 2006 – Sökarna 2

## Kuriosa
Mårten Skogman är även en framgångsrik veteranfriidrottare med VM-guld i stafett M40, 4x100 m som främsta merit från år 2022. Han har även EM-guld på 4x400 m (2019), VM-silver på 4x200 m (2023) samt ett antal nordiska och svenska rekord. Bland de främsta meriterna individuellt har han EM-silver på 200 m (2023) och EM-brons på 400 m (2023) på sin meritlista.